# Persischer Marsch
Persischer Marsch, op. 289, är en marsch av Johann Strauss den yngre. Den spelades första gången den 11 juli 1864 i Pavlovsk i Ryssland.

## Historia

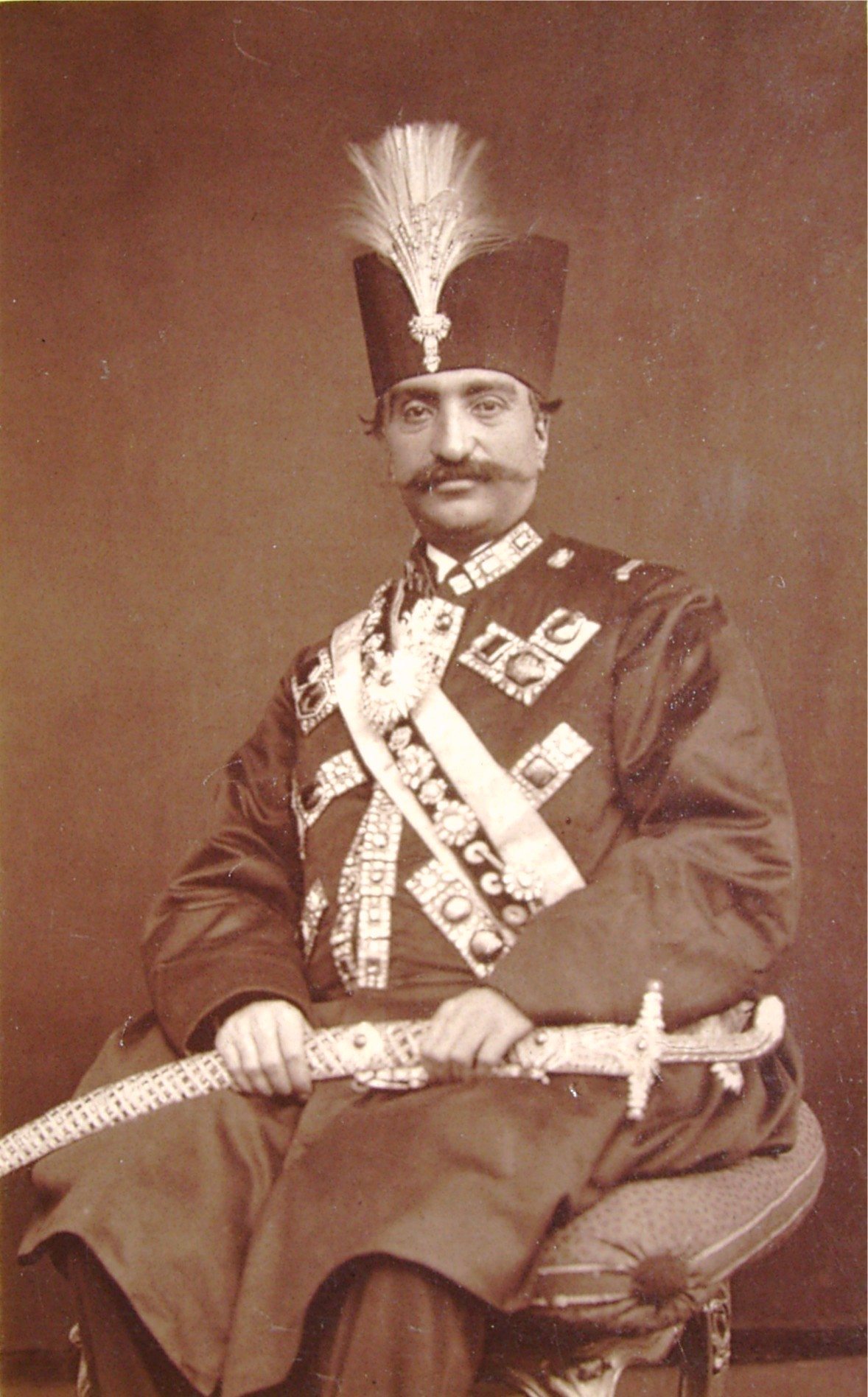
Nassredin Shah

Hösten 1864 "inhöstade" Johann Strauss en rad ordnar och utmärkelser som tack för kompositioner han hade tillägnat flera av Europas kungligheter. Bland ordnarna återfanns den persiska Lejon- och solorden som Strauss hade fått av shahen av Persien, Nassredin Shah, som tack för marschen Marche persanne. Marschen publicerades först under sin franska titel men byttes snart till den tyska formen Persischer Marsch för bättre chanser till försäljning och spridning. Verket komponerades under Strauss konsertsäsong i Pavlovsk utanför Sankt Petersburg och framfördes första gången i Vauxhall Pavilion den 11 juli 1864. Marschen skulle bli det mest spelade av Strauss musikstycken i Ryssland och framfördes sammanlagt 65 gånger. Även Strauss gillade stycket och värdesatte särskilt att triodelen av marschen var ett citat från den persiska nationalhymnen. När Strauss flera år senare samtalade med Ignaz Schnitzer (librettisten till operett Zigenarbaronen) medgav han: "Jag skrev en gång en Persisk marsch, men jag förmår inte skriva så om jag snabbt har behov av en marsch". Då det i den ryska konsertturnén ingick ett harpsolo av Parish Alvars med titeln Persischer Marsch kan det ha inspirerat Strauss till att inte bara komponera en egen Persisk marsch men även försett honom med den äkta persiska känslan. 
Strauss dirigerade marschen i Wien för första gången den 4 december 1864 vid en konsert i Volksgarten med anledning av sitt 20-årsjubileum som kompositör och dirigent.
När Nassredin Shah besökte Wien med anledning av Världsutställningen 1873 hade mottagningskommittén inte lyckats få tag i noterna till den äkta persiska nationalhymnen och spelade Strauss Persischer Marsch inför shahen.
I  maj 1960 avlade shahen Mohammad Reza Pahlavi ett statsbesök i Wien. Det var tänkt att shahen skulle bevista en föreställning av operetten Läderlappen på Wiener Volksoper och man hade därför införlivat Strauss marsch i musiken. Men marschen fick snabbt avlägsnas från framförandet då det uppdagades att Nassredin Shah hade tillhört Qajardynastin, som störtades 1925 av Mohammed Reza Pahlavis fader Reza Pahlavi.

## Om marschen
Speltiden är ca 2 minuter och 8 sekunder plus minus några sekunder beroende på dirigentens musikaliska tolkning.

## Weblänkar
- Persischer Marsch i Naxos-utgåvan.